# Christian Hansen (gymnast)
 For alternative betydninger, se Christian Hansen. (Se også artikler, som begynder med Christian Hansen)
Christian Marius Hansen (født 24. september 1891 i Fredericia, død 13. juni 1961 i København) var en dansk gymnast, som deltog i de olympiske lege 1912. 
Sammen med 19 andre danske deltagere vandt han ved legene bronzemedalje i holdgymnastik efter frit system, Holdet kæmpede med fire andre om placeringerne, og her vandt Norge med 22,85 point foran Finland med 21,85 og Danmarks 21,25.